# Graeme Brown
Graeme Brown, född den 9 april 1979 i Darwin, Australien, är en australisk tävlingscyklist som tog OS-guld både i lagförföljelse- och Madison-cykling vid olympiska sommarspelen 2004 i Aten. 